# Municipio de Rice (Minnesota)
El municipio de Rice (en inglés, Rice Township) es un municipio del condado de Clearwater, Minnesota, Estados Unidos. Tiene una población estimada, a mediados de 2022, de 162 habitantes.

## Geografía
Está ubicado en las coordenadas 47°16′31″N 95°21′40″O / 47.27528, -95.36111. Según la Oficina del Censo, tiene una superficie total de 93.36 km², de los cuales 90.64 km² corresponden a tierra firme y 2.72 km² están cubiertos de agua.

## Demografía
Según el censo de 2020, en ese momento había 162 personas residiendo en la zona. La densidad de población era de 1.8 hab./km². El 77.78 % de los habitantes eran blancos, el 15.43 % eran amerindios, el 1.23 % eran de otras razas y el 5.56 % eran de una mezcla de razas. Del total de la población, el 2.47 % eran hispanos o latinos de cualquier raza.